# USS Halloran (DE-305)
USS Halloran (DE-305) là một tàu hộ tống khu trục lớp Evarts được Hải quân Hoa Kỳ chế tạo trong Chiến tranh Thế giới thứ hai. Nó là chiếc tàu chiến duy nhất của Hải quân Mỹ được đặt theo tên Thiếu úy Hải quân William Ignatius Halloran (1915-1941), người phục vụ trên thiết giáp hạm Arizona (BB-39) và đã tử trận trong vụ Tấn công Trân Châu Cảng vào ngày 7 tháng 12, 1941. Nó đã phục vụ cho đến khi chiến tranh kết thúc, xuất biên chế vào ngày 2 tháng 11, 1945 và xóa đăng bạ vào ngày 28 tháng 11, 1945. Con tàu bị bán để tháo dỡ vào ngày 7 tháng 3, 1947. Halloran được tặng thưởng ba Ngôi sao Chiến trận do thành tích phục vụ trong Thế Chiến II.

## Thiết kế và chế tạo
Những chiếc thuộc lớp tàu khu trục Evarts có chiều dài chung 289 ft 5 in (88,21 m), mạn tàu rộng 35 ft 1 in (10,69 m) và độ sâu mớn nước khi đầy tải là 8 ft 3 in (2,51 m). Chúng có trọng lượng choán nước tiêu chuẩn 1.140 tấn Anh (1.160 t); và lên đến 1.430 tấn Anh (1.450 t) khi đầy tải. Hệ thống động lực bao gồm bốn động cơ diesel General Motors Kiểu 16-278A nối với bốn máy phát điện để vận hành hai trục chân vịt; công suất 6.000 hp (4.500 kW) cho phép đạt được tốc độ tối đa 21 kn (24 mph; 39 km/h), và có dự trữ hành trình 4.150 nmi (4.780 mi; 7.690 km) khi di chuyển ở vận tốc đường trường 12 kn (14 mph; 22 km/h).
Vũ khí trang bị bao gồm ba pháo 3 in (76 mm)/50 cal trên tháp pháo nòng đơn có thể đối hạm hoặc phòng không, một khẩu đội 1,1 inch/75 caliber bốn nòng và chín pháo phòng không Oerlikon 20 mm. Vũ khí chống ngầm bao gồm một dàn súng cối chống tàu ngầm Hedgehog Mk. 10 (có 24 nòng và mang theo 144 quả đạn); hai đường ray Mk. 9 và tám máy phóng K3 Mk. 6 để thả mìn sâu.
Halloran được đặt lườn tại Xưởng hải quân Mare Island ở Vallejo, California vào ngày 21 tháng 6, 1943. Nó được hạ thủy vào ngày 14 tháng 1, 1944; được đỡ đầu bởi bà Lawrence J. Halloran, mẹ Thiếu úy Halloran, và nhập biên chế vào ngày 27 tháng 5, 1944 dưới quyền chỉ huy của Hạm trưởng, Thiếu tá Hải quân J. G. Scripps.

## Lịch sử hoạt động
Sau khi hoàn tất việc chạy thử máy và huấn luyện, Halloran rời vùng bờ biển California vào ngày 31 tháng 7, 1944 để đi sang khu vực quần đảo Hawaii, và đi đến Trân Châu Cảng vào ngày 9 tháng 8. Nó rời Trân Châu Cảng vào ngày 16 tháng 8 và đi đến Eniwetok vào ngày 24 tháng 8; hai ngày sau đó nó bắt đầu nhiệm vụ hộ tống các tàu chở dầu phục vụ các đội đặc nhiệm tác chiến hoạt động suốt khu vực Thái Bình Dương. Đặt căn cứ tại Manus và sau đó tại Ulithi, con tàu tiếp tục vai trò này cho đến ngày 29 tháng 11, hỗ trợ cho các đơn vị hạm đội hoạt động trong các chiến dịch tại Palau, Yap và Luzon. Đang khi thả neo tại Ulithi vào ngày 20 tháng 11, nó chứng kiến chiếc tàu chở dầu Mississinewa (AO-59) bị trúng ngư lôi, và sau đó cùng với tàu quét mìn Rail (AM-26) truy tìm chiếc tàu ngầm bỏ túi đối phương đã tấn công, nhưng không có kết quả.
Từ ngày 5 đến ngày 7 tháng 12, Halloran tháp tùng bảo vệ cho hai tàu sân bay hộ tống vận chuyển máy bay thay thế đến Manus, rồi lên đường vào ngày 14 tháng 12 để hộ tống các tàu chở dầu đi Eniwetok trước khi lên đường vào ngày 19 tháng 12 để quay trở lại Trân Châu Cảng. Nó lên đường vào ngày 22 tháng 1, 1945 trong thành phần hộ tống của một lực lượng đổ bộ chuẩn bị tham gia Trận Iwo Jima. Sau khi tuần tra chung quanh khu vực tập trung huấn luyện tại Saipan, nó đảm trách nhiệm vụ tuần tra chống tàu ngầm khi diễn ra cuộc đổ bộ tại Iwo Jima vào ngày 19 tháng 2. Nó tiếp tục vai trò này cho đến ngày 28 tháng 2, khi nó rời khu vực Iwo Jima cùng một đoàn tàu vận tải, đi ngang qua Saipan và Tulagi trước khi đi đến Espiritu Santo vào ngày 15 tháng 3.
Sau đó Halloran tiếp tục được phái đi tham gia chiến dịch đổ bộ lên Okinawa. Nó rời Espiritu Santo vào ngày 25 tháng 3 và đi đến ngoài khơi vào ngày 9 tháng 4, bắt đầu hoạt động tuần tra chống tàu ngầm. Chỉ trong ngày 12 tháng 4, con tàu đã chống trả sáu máy bay Nhật Bản tấn công, bắn rơi một chiếc và gây hư hại cho hai chiếc khác; nó suýt trúng một quả ngư lôi vào ngày 20 tháng 4, và sang ngày 22 tháng 4 đã trợ giúp cho Isherwood (DD-520) sau khi chiếc tàu khu trục bị một máy bay Kamikaze đâm trúng. Halloran hộ tống một đoàn tàu vận tải đi Saipan rồi quay trở lại ngoài khơi Okinawa, tiếp nối hoạt động tuần tra vào ngày 30 tháng 5. Một máy bay tấn công tự sát đã nhắm vào con tàu vào ngày 21 tháng 6; các pháo thủ trên tàu đã kịp thời bắn rơi kẻ tấn công khi nó chỉ còn cách con tàu 75 ft (23 m). Tuy nhiên vụ nổ do quả bom mà chiếc Kamikaze mang theo đã làm thiệt mạng ba thủy thủ và làm hư hại đáng kể lườn tàu và cấu trúc thượng tầng.
Sau khi được sửa chữa tại Kerama Retto, Halloran tiếp tục tuần tra ngoài khơi Ie Shima từ ngày 5 đến ngày 13 tháng 7, rồi đảm trách chỉ huy chiến thuật hộ tống một đoàn tàu đổ bộ LST đi sang Philippines. Đi đến vịnh Leyte vào ngày 17 tháng 7, con tàu hoạt động tuần tra tại khu vực vịnh San Pedro, Leyte và vịnh Lopez, Luzon cho đến khi chiến tranh kết thúc. Nó rời vùng biển Philippines vào ngày 10 tháng 9 để quay trở về Hoa Kỳ.
Halloran về đến San Diego, California vào ngày 29 tháng 9, để rồi tiếp tục hành trình đi sang vùng bờ Đông ba ngày sau đó, đi đến Charleston, South Carolina vào ngày 11 tháng 10. Nó được cho xuất biên chế tại Charleston vào ngày 2 tháng 11, 1945 và được rút tên khỏi danh sách Đăng bạ Hải quân vào ngày 28 tháng 11, 1945. Con tàu bị bán để tháo dỡ vào ngày 7 tháng 3, 1947.

## Phần thưởng[1]
|  |                                         |  |
|  | Bronze star · Bronze star · Bronze star |  |

| Dãi băng Hoạt động Tác chiến (truy tặng) |                                                                         |                                                                         |                                      |
| Huân chương Chiến dịch Hoa Kỳ            | Huân chương Chiến dịch Châu Á-Thái Bình Dương với 3 Ngôi sao Chiến trận | Huân chương Chiến dịch Châu Á-Thái Bình Dương với 3 Ngôi sao Chiến trận | Huân chương Chiến thắng Thế Chiến II |